# АФК азијски куп 2015.
АФК азијски куп 2015. је било 16. континентално првенство Азије. Одржало се у Аустралији од 9. јануара до 31. јануара 2015. године. Домаћин Аустралија је у финалу победила Јужну Кореју 2:1 након продужетака и квалификовала се на Куп конфедерација у фудбалу 2017. у Русији.

## Избор домаћина
Аустралија је била једини кандидат који је послао понуду. Званично су изабрани за домаћина 5. јануара 2011. године.

## Квалификације
Три најбоље пласиране репрезентације са АФК азијског купа 2011. аутоматски су обезбедиле учешће, уз домаћина . Такође, победници Челенџер купа 2012 и 2014 ће се директно пласирати. АФК је одлучила да не уступи четвртопласираној екипи са прошлог АФК азијског купа да попуни упражњено место директним пласманом домаћина.

### Списак квалификованих тимова
| Репрезентација            | Квалификовала се                                | Датум квалификовања | Претходна наступања на турниру                                                                 |
| ------------------------- | ----------------------------------------------- | ------------------- | ---------------------------------------------------------------------------------------------- |
| Аустралија                | Домаћин                                         | 5. јануар 2011.     | 2 (2007 , 2011 )                                                                               |
| Јапан                     | Победник АФК азијског купа 2011                 | 25. јануар 2011.    | 7 (1988 , 1992 , 1996 , 2000 , 2004 , 2007 , 2011 )                                            |
| Јужна Кореја              | трећепласирани на АФК азијском купу 2011        | 28. јануар 2011.    | 12 (1956 , 1960 , 1964 , 1972 , 1980 , 1984 , 1988 , 1992 , 1996 , 2000 , 2004 , 2007 , 2011 ) |
| Северна Кореја            | Победник АФК Челенџер купа 2012                 | 19. март 2012.      | 3 (1980 ,1992 , 2011 )                                                                         |
| Бахреин                   | Победник групе Д                                | 15. новембар 2013.  | 4 (1988 ,2004 , 2007 , 2011 )                                                                  |
| Уједињени Арапски Емирати | Победник Групе Е                                | 15. новембар 2013.  | 8 (1980 ,1984 , 1988 , 1992 , 1996 , 2004 , 2007 , 2011 )                                      |
| Саудијска Арабија         | Победник Групе Ц                                | 15. новембар 2013.  | 8 (1984 ,1988 , 1992 , 1996 , 2000 , 2004 , 2007 , 2011 )                                      |
| Оман                      | Победник Групе А                                | 19. новембар 2013.  | 2 (2004 , 2007)                                                                                |
| Узбекистан                | Другопласирани Групе Е                          | 19. новембар 2013.  | 5 (1996 ,2000 , 2004 , 2007 , 2011)                                                            |
| Катар                     | Другопласирани Групе Д                          | 19. новембар 2013.  | 8 (1980 ,1984 , 1988 , 1992 , 2000 , 2004 , 2007 , 2011 )                                      |
| Иран                      | Побједник групе Б                               | 19. новембар 2013.  | 12 (1968 ,1972 , 1976 , 1980 , 1984 , 1988 , 1992 , 1996 , 2000 , 2004 , 2007 , 2011 )         |
| Кувајт                    | Другопласирани Групе Б                          | 19. новембар 2013.  | 9 (1972 ,1976 , 1980 , 1984 , 1988 , 1996 , 2000 , 2004 , 2011 )                               |
| Јордан                    | Другопласирани Групе А                          | 4. фебруар 2014.    | 2 (2004 , 2011 )                                                                               |
| Ирак                      | Другопласирани Групе Ц                          | 5. март 2014.       | 7 (1972 , 1976 , 1996 , 2000 , 2004 , 2007 , 2011 )                                            |
| Кина                      | Најбоља трећепласирана екипа на квалификацијама | 5. март 2014.       | 10 (1976 , 1980 , 1984 , 1988 , 1992 , 1996 , 2000 , 2004 , 2007 , 2011 )                      |
| Палестина                 | Побједник АФК Челенџер купа 2014.               | 30. мај 2014.       | 0 (Дебитант)                                                                                   |

### Завршни Жријеб
Жријеб за завршни турнир је одржан у Сиднејској опери 26. марта 2014. године. Шеснаест квалификованих тимова је распоређено у 4 групе. Екипе су распоређене у 4 шешира помоћу Фифине ранг листе, Аустралија као домаћин аутоматски заузима А1 позицију у првом шеширу. Пошто у вријеме жријебовања није био познат побједник АФК челенџер купа 2014. зато је аутоматски постављен у четврти шешир.
| Шешир 1                                                              | Шешир 2                                                             | Шешир 3                                          | Шешир 4                                                               |
| -------------------------------------------------------------------- | ------------------------------------------------------------------- | ------------------------------------------------ | --------------------------------------------------------------------- |
| Аустралија (63) (Домаћин) · Иран (42) · Јапан (48) · Узбекистан (55) | Јужна Кореја (60) · УАЕ (61) · Јордан (66) · Саудијска Арабија (75) | Оман (81) · Кина (98) · Катар (101) · Ирак (103) | Бахреин (106) · Кувајт (110) · Северна Кореја (133) · Палестина (167) |

## Стадиони
Пет градова домаћина АФК азијског купа 2015. су: Сиднеј, Мелбурн, Бризбејн, Канбера, Њукасл, који су објављени 27. марта 2013. и у цваком граду се налази по 1 стадион.
| Сиднеј                      | Њукасл                             | Бризбејн                           |
| --------------------------- | ---------------------------------- | ---------------------------------- |
| Стадион Аустралија          | Њукасл стадион                     | Бризбејн стадион                   |
| Капацитет: 84.000           | Капацитет: 33.000                  | Капацитет: 52.500                  |
|                             |                                    |                                    |
| Канбера                     | БризбејнЊукаслСиднејКанбераМелбурн | БризбејнЊукаслСиднејКанбераМелбурн |
| Канбера стадион             | БризбејнЊукаслСиднејКанбераМелбурн | БризбејнЊукаслСиднејКанбераМелбурн |
| Капацитет: 25.011           | БризбејнЊукаслСиднејКанбераМелбурн | БризбејнЊукаслСиднејКанбераМелбурн |
|                             | БризбејнЊукаслСиднејКанбераМелбурн | БризбејнЊукаслСиднејКанбераМелбурн |
| Мелбурн                     | БризбејнЊукаслСиднејКанбераМелбурн | БризбејнЊукаслСиднејКанбераМелбурн |
| Ректангулар стадион Мелбурн | БризбејнЊукаслСиднејКанбераМелбурн | БризбејнЊукаслСиднејКанбераМелбурн |
| Капацитет: 30.050           | БризбејнЊукаслСиднејКанбераМелбурн | БризбејнЊукаслСиднејКанбераМелбурн |
|                             | БризбејнЊукаслСиднејКанбераМелбурн | БризбејнЊукаслСиднејКанбераМелбурн |

### Улазнице (Карте)
Улазнице се директно продају на АФК званичном сајту, или се могу дистрибуирати од стране 16 фудбалских савеза који учествују. 500.000 улазница је било доступно за 31 утакмицу на турниру. Преко 45.000 међународних посјетилаца се очекује у Аустралији за вријеме турнира. Цијена се кретала од 15 долара (за мјеста иза голова у групној фази) до 150 долара (за мјеста у главном штанду за финале). Поред појединачних улазница, навијачи су могли да купе улазнице у пакету за преглед свих утакмица које се одржавају у једном мјесту.

### Тим базни кампови
Свака екипа је имала „тим базног кампа” за боравак између мечева. Од почетне листе која се састојала од 27 потенцијалних локација за базни камп, национална удружења су 2014. године изабрала своје локације. Тимови ће тренирати и становати у овим локацијама широм турнира.
| Тим               | Долазак      | Последња утакмица | Базни камп  | Градови групне фазе        | Четвртфинале | Полуфинале | Финале |
| ----------------- | ------------ | ----------------- | ----------- | -------------------------- | ------------ | ---------- | ------ |
| Аустралија        | 29. децембар | 31. јануар        | Мелбурн     | Мелбурн, Сиднеј и Бризбејн | Бризбејн     | Њукасл     | Сиденј |
| Бахреин           | 22. децембар | 19. јануар        | Баларат     | Мелбурн, Канбера и Сиднеј  | /            | /          | /      |
| Кина              | 29. децембар | 22. јануар        | Сиднеј      | Бризбејн и Канбера         | Бризбејн     | /          | /      |
| Иран              | 31. децембар | 23. јануар        | Сиднеј      | Мелбурн, Сиденј и Бризбејн | Канбера      | /          | /      |
| Ирак              | 1. јануар    | 30. јануар        | Канбера     | Бризбејн и Канбера         | Канбера      | Сиднеј     | Њукасл |
| Јапан             | 3. јануар    | 23. јануар        | Њукасл      | Њукасл, Бризбејн и Мелбурн | Сиднеј       | /          | /      |
| Јордан            | 23. децембар | 20. јануар        | Њукасл      | Бризбејн и Мелбурн         | /            | /          | /      |
| Кувајт            | 18. децембар | 17. јануар        | Квинбијан   | Мелбурн, Канбера у Њукасл  | /            | /          | /      |
| Северна Кореја    | 15. децембар | 18. јануар        | Канбера     | Мелбурн и Канбера          | /            | /          | /      |
| Оман              | 28. децембар | 17. јануар        | Сиднеј      | Канбера, Сиднеј и Њукасл   | /            | /          | /      |
| Палестина         | 2. јануар    | 20. јануар        | Бризбејн    | Њукасл, Мелбурн и Канбера  | /            | /          | /      |
| Катар             | 28. децембар | 19. јануар        | Канбера     | Канбера и Сиднеј           | /            | /          | /      |
| Саудијска Арабија | 26. децембар | 18. јануар        | Бризбејн    | Бризбејн и Мелбурн         | /            | /          | /      |
| Јужна Кореја      | 27. децембар | 31. јануар        | Бризбејн    | Канбера и Бризбејн         | Мелбурн      | Сиднеј     | Сиднеј |
| УАЕ               | 26. децембар | 30. јануар        | Гоулд Коуст | Канбера и Бризбејн         | Сиднеј       | Њукасл     | Њукасл |
| Узбекистан        | 3. јануар    | 22. јануар        | Мелбурн     | Сиднеј, Бризбејн и Мелбурн | Мелбурн      | /          | /      |

## ТВ преноси
Утакмице турнира ће преносити око 100 ТВ канала који покривају цијели свијет. Очекује се да ће 800.000.000 људи гледату утакмице са турнира. У табели се налази листа потврђених емитовања од стране тв канала који имају право преноса утакмиа АФК азијског купа 2015.
| Територија       | Програм                      |
| ---------------- | ---------------------------- |
| Арапска лига     | беИН спорт                   |
| Азија-Пацифик    | Фокс интернационални програм |
| Аустралија       | Фокс спорт, АБЦ              |
| Бразил           | СпортТВ                      |
| Кина             | ЦЦТВ                         |
| Европа           | Еуроспорт                    |
| Хонгконг         | Нов ТВ                       |
| Индонезија       | Синдо ТВ                     |
| Иран             | ИРИБ                         |
| Јапан            | ТВ Асахи, НХК                |
| Малезија         | ТВ3                          |
| Нови Зеланд      | Скај Спорт                   |
| Сјеверна Америка | Први свјетски спорт          |
| Јужна Африка     | САБЦ                         |
| Јужна Кореја     | КБС, СБС, МБЦ                |
| Тајланд          | Канал 7                      |
| Филипини         | АБС-ЦБН Спорт+Акција         |
| Узбекистан       | СПОРТ-УЗ                     |
| Индија           | SIX Sony                     |

## Лопта
Најки ордем 2 је 1. октобара 2014. године најављен као званична лопта на азијском купу 2015. године. Лопта на себи има тредиционалне боје турнира. Лопта је углавном бијела са препознатљивим дизајном који садржи црвене шаре и неке жуте детаље за бољу видљивост. Те боје показују званични лого првенства, на лопти се такође налази и црни Свуш. Лопта је дизајнирана да има што бољи правац, прецизност и контролу. Најки РаДаР (Rapid Decision and Response) технологија која омогућава да боље и брже види лопту.

## Судије
| Држава            | Судије               | Асистемти                                           |  |
| ----------------- | -------------------- | --------------------------------------------------- |  |
| Аустралија        | Бен Вилијамс         | Матев Крим Паул Кетранголо                          |  |
| Аустралија        | Крис Бит             | Јаконгир Саидов (Узбекистан) Чов Чун Кит (Хонгконг) |  |
| Бахреин           | Наваф Шукрала        | Јасер Тулифат Ибрахим Салех                         |  |
| Иран              | Алиреза Фагани       | Реза Сокандан Мохамад Реза Аболфазли                |  |
| Јапан             | Руји Сато            | Тору Сагара Тошијуки Наги                           |  |
| Јужна Кореја      | Ким Јонг-Хјеок       | Јеонг Хи-Санг Јанг Бјоунг-Рун                       |  |
| Нови Зеланд       | Питер О'Лири         | Јан Хендрик Хинт Марк Руле                          |  |
| Оман              | Абдулах Ал Хилали    | Хамад Ал-Мајахи Абу Бакар Ал Амри                   |  |
| Катар             | Абдулрахман Абдоу    | Талеб Ал-Мари Рамзан Ал-Наеми                       |  |
| Саудијска Арабија | Фахад Ал-Мирдаси     | Бадр Ал-Шумрани Абдула Ал Шалваи                    |  |
| УАЕ               | Абдула Хасан Мухамед | Мухамед Ал Хамади Хасан Ал Махри                    |  |
| Узбекистан        | Равшан Ирматов       | Абдухамидуло Расулов Бокадир Кохкаров (Киргистан)   |  |

Резервне судије.
| Држава    | Резервни судија        | Резервни асистенти             |
| --------- | ---------------------- | ------------------------------ |
| Ирак      |                        | Најах Рахам Рашид              |
| Малезија  | Мохд Амирул Изван      | Мон Јусри Мухамед Азман Исмаил |
| Јапан     | Јудаи Јамамото         | Акане Јаги                     |
| Шри Ланка | Хетикамканамге Перера  | Палита Хематхунга              |
| Сингапур  | Мухамед Таги Ал-џафари | Ли Цу Лианг Џегреј Гох         |
| УАЕ       | Амар Ал-Јенеиби        |                                |

## Састави репрезентација
Свака репрезентација има коначан тим који ће учествовати и чине га 23 играча (од којих најмње један мора бити голман). Састави репрезентација морају бити коначни до 30. децембара 2014. године.

## Први круг
| Побједник Друго мјесто | Треће мјесто Четврто мјесто | Четвртфинале Први круг |

Распоред утакмица је објављен 27. марта 2013. године.
Побједници и другопласирани сваке групе пролазр у завршни круг.
- Сва времена су по средњоевропском времену.

Тимови се у табели рангирају према освојеним бодовима (3 бода за побједу, 1 бод за нерјешен резултат, 0 бодова за пораз). Уколико двије репрезентације имају исти број бодова ранг листа се онда утврђује следећим редом:
1. Већи број бодова освојених у групи,
2. Гол-разлика међу репрезентацијама у групи,
3. Већи број постигнутих голова у групи,
4. Гол-разлика у свим утакмицама у групи,
5. Већи број голова у свим групним утакмицама,
6. Пенали
7. Број жутих и црвених картона добијених у групним утакмицама (1 бод за један жути картон, 3 бода за црвени картон, 4 бода за жути картон праћен директним црвеним картоном),
8. Жријеб
|  | Екипа се квалификовала у Завршни круг |
|  | Екипа је завршила такмичење           |

### Група А
| Аустралија                                                 | 4:1   | Кувајт   |
| ---------------------------------------------------------- | ----- | -------- |
| Кахил 33’ · Луонго 45’ · Јединак 62’ (пен.) · Троизи 90+2’ | Извор | Фадел 8’ |

| Јужна Кореја       | 1:0   | Оман |
| ------------------ | ----- | ---- |
| Чо Џунг-Чеол 45+1’ | Извор |      |

| Кувајт | 0:1   | Јужна Кореја   |
| ------ | ----- | -------------- |
|        | Извор | Нам Тае-Хи 36’ |

| Оман | 0:4   | Аустралија                                             |
| ---- | ----- | ------------------------------------------------------ |
|      | Извор | Макеи 27’ · Круз 30’ · Милиган 45+2’ (пен) · Јурић 70’ |

| Аустралија | 0:1   | Јужна Кореја     |
| ---------- | ----- | ---------------- |
|            | Извор | Ли Џунг-Хјуп 32’ |

| Оман           | 1:0   | Кувајт |
| -------------- | ----- | ------ |
| Ал-Мукбали 69’ | Извор |        |

|    | Табела групе А | И | Д | Н | И | ДГ | ПГ | ГР | Бод. |
| -- | -------------- | - | - | - | - | -- | -- | -- | ---- |
| 1. | Јужна Кореја   | 3 | 3 | 0 | 0 | 3  | 0  | +3 | 9    |
| 2. | Аустралија     | 3 | 2 | 0 | 1 | 8  | 2  | +6 | 6    |
| 3. | Оман           | 3 | 1 | 0 | 2 | 1  | 5  | -4 | 3    |
| 4. | Кувајт         | 3 | 0 | 0 | 3 | 1  | 6  | -5 | 0    |

### Група Б
| Узбекистан | 1:0   | Северна Кореја |
| ---------- | ----- | -------------- |
| Сергев 62’ | Извор |                |

| Саудијска Арабија | 0:1   | Кина       |
| ----------------- | ----- | ---------- |
|                   | Извор | Ју Хаи 81’ |

| Северна Кореја   | 1:4   | Саудијска Арабија                               |
| ---------------- | ----- | ----------------------------------------------- |
| Ринг Јонг-Ги 12’ | Извор | Хазази 37’, · Ал-Шалави 52’, 54’, · Ал-Абед 76’ |

| Кина                  | 2:1   | Узбекистан  |
| --------------------- | ----- | ----------- |
| У Си 54’ · Сун Ке 68’ | Извор | Ахмедов 23’ |

| Узбекистан                     | 3:1   | Саудијска Арабија   |
| ------------------------------ | ----- | ------------------- |
| Рашидов 2’, 79’ , · Шодиев 71’ | Извор | Ал-Шалави 60’ (пен) |

| Кина           | 2:1   | Северна Кореја    |
| -------------- | ----- | ----------------- |
| Сун Ке 1’, 42’ | Извор | Гео Лин 57’ (аг.) |

|    | Табела групе Б    | И | Д | Н | И | ДГ | ПГ | ГР | Бод. |
| -- | ----------------- | - | - | - | - | -- | -- | -- | ---- |
| 1. | Кина              | 3 | 3 | 0 | 0 | 5  | 2  | +3 | 9    |
| 2. | Узбекистан        | 3 | 2 | 0 | 1 | 5  | 3  | +2 | 6    |
| 3. | Саудијска Арабија | 3 | 1 | 0 | 2 | 5  | 5  | 0  | 3    |
| 4. | Северна Кореја    | 3 | 0 | 0 | 3 | 2  | 7  | -5 | 0    |

### Група Ц
| УАЕ                                | 4:1   | Катар       |
| ---------------------------------- | ----- | ----------- |
| Калил 37’, 52’ · Мобкхоут 56’, 90’ | Извор | Ибрахим 23’ |

| Иран                       | 2:0   | Бахреин |
| -------------------------- | ----- | ------- |
| Хаџсафи 45+1’, · Шоџаи 71’ | Извор |         |

| Бахреин       | 1:2   | УАЕ                             |
| ------------- | ----- | ------------------------------- |
| Оквунване 26’ | Извор | Мобкхуот 1’, · Хусеин (аг.) 74’ |

| Катар | 0:1   | Иран      |
| ----- | ----- | --------- |
|       | Извор | Азмун 52’ |

| Иран             | 1:0   | УАЕ |
| ---------------- | ----- | --- |
| Гучаннеџад 90+1’ | Извор |     |

| Катар         | 1:2   | Бахреин               |
| ------------- | ----- | --------------------- |
| Ал-Хаидос 68’ | Извор | Саед 35’, · Ахмед 82’ |

|    | Табела групе Ц | И | Д | Н | И | ДГ | ПГ | ГР | Бод. |
| -- | -------------- | - | - | - | - | -- | -- | -- | ---- |
| 1. | Иран           | 3 | 3 | 0 | 0 | 4  | 0  | +4 | 9    |
| 2. | УАЕ            | 3 | 2 | 0 | 1 | 6  | 3  | +3 | 6    |
| 3. | Бахреин        | 3 | 1 | 0 | 2 | 3  | 5  | -2 | 3    |
| 4. | Катар          | 3 | 0 | 0 | 3 | 2  | 7  | -5 | 0    |

### Група Д
| Јапан                                                   | 4:0   | Палестина |
| ------------------------------------------------------- | ----- | --------- |
| Ендо 8’, · Оказаки 25’, · Хонда 44’ (пен), · Јошида 50’ | Извор |           |

| Јордан | 0:1   | Ирак      |
| ------ | ----- | --------- |
|        | Извор | Касим 77’ |

| Палестина    | 1:5   | Јордан                                            |
| ------------ | ----- | ------------------------------------------------- |
| Инбеишех 84’ | Извор | Ал-Равашдех 32’, · Ал-Дардур 34’, 45+2’, 75’, 79’ |

| Ирак | 0:1   | Јапан           |
| ---- | ----- | --------------- |
|      | Извор | Хонда 23’ (пен) |

| Јапан                   | 2:0   | Јордан |
| ----------------------- | ----- | ------ |
| Хонда 24’, · Кагава 82’ | Извор |        |

| Ирак                    | 2:0   | Палестина |
| ----------------------- | ----- | --------- |
| Махмуд 48’, · Иасин 88’ | Извор |           |

|    | Табела групе Д | И | Д | Н | И | ДГ | ПГ | ГР  | Бод. |
| -- | -------------- | - | - | - | - | -- | -- | --- | ---- |
| 1. | Јапан          | 3 | 3 | 0 | 0 | 7  | 0  | +7  | 9    |
| 2. | Ирак           | 3 | 2 | 0 | 1 | 3  | 1  | +2  | 6    |
| 3. | Јордан         | 3 | 1 | 0 | 2 | 5  | 4  | +1  | 3    |
| 4. | Палестина      | 3 | 0 | 0 | 3 | 1  | 11 | -10 | 0    |

## Завршни круг
У завршном кругу у колико је резултат изједначен онда се играју продижетци ако је потребно и пенали.
- Сва времена су по средњоевропском времену.

|  | Четвртфинале          | Четвртфинале        |                     |       | Полуфинале | Полуфинале |  |  | Финале | Финале |
|  |                       |                     |                     |       |            |            |  |  |        |        |
|  | 22. јануар – Мелбурн  |                     |                     |       |            |            |  |  |        |        |
|  |                       |                     |                     |       |            |            |  |  |        |        |
|  | Јужна Кореја (прод.)  | 2                   |                     |       |            |            |  |  |        |        |
|  | Јужна Кореја (прод.)  | 2                   | 26. јануар – Сиднеј |       |            |            |  |  |        |        |
|  | Узбекистан            | 0                   |                     |       |            |            |  |  |        |        |
|  | Узбекистан            | 0                   | Јужна Кореја        | 2     |            |            |  |  |        |        |
|  | 23. јануар – Канбера  |                     | Јужна Кореја        | 2     |            |            |  |  |        |        |
|  |                       | Ирак                | 0                   |       |            |            |  |  |        |        |
|  | Иран                  | Ирак                | 0                   | 3 (6) |            |            |  |  |        |        |
|  | Иран                  |                     | 31. јануар – Сиднеј | 3 (6) |            |            |  |  |        |        |
|  | Ирак(пен.)            | 3 (7)               |                     |       |            |            |  |  |        |        |
|  | Ирак(пен.)            | 3 (7)               | Јужна Кореја        | 1     |            |            |  |  |        |        |
|  | 22. јануар – Бризбејн |                     | Јужна Кореја        | 1     |            |            |  |  |        |        |
|  |                       | Аустралија          | 2                   |       |            |            |  |  |        |        |
|  | Кина                  | Аустралија          | 2                   | 0     |            |            |  |  |        |        |
|  | Кина                  | 27. јануар – Њукасл |                     | 0     |            |            |  |  |        |        |
|  | Аустралија            | 2                   |                     |       |            |            |  |  |        |        |
|  | Аустралија            | 2                   | Аустралија          | 2     |            |            |  |  |        |        |
|  | 23. јануар – Сиднеј   |                     | Аустралија          | 2     |            |            |  |  |        |        |
|  |                       | УАЕ                 | 0                   |       |            |            |  |  |        |        |
|  | Јапан                 | УАЕ                 | 0                   | 1 (4) |            |            |  |  |        |        |
|  | Јапан                 |                     |                     | 1 (4) |            |            |  |  |        |        |
|  | УАЕ (пен.)            | 1 (5)               |                     |       |            |            |  |  |        |        |
|  | УАЕ (пен.)            | 1 (5)               |                     |       |            |            |  |  |        |        |

### Четвртфинале
| Јужна Кореја         | 0:0 2:0 (прод.) | Узбекистан |
| -------------------- | --------------- | ---------- |
| Хеунг-мин 104’, 119’ | Извор           |            |

| Кина | 0:2   | Аустралија     |
| ---- | ----- | -------------- |
|      | Извор | Кахил 49’, 65’ |

| Иран                                              | 1:1 3:3 (прод.) (6:7) (пен.) | Ирак                                         |
| ------------------------------------------------- | ---------------------------- | -------------------------------------------- |
| Азмун 24’, · Поуралиганји 103’, · Гучаннеџад 119’ | Извор                        | Иасин 56’, · Махмуд 93’, · Исмаил 116’ (пен) |

| Јапан        | 1:1 1:1 (прод.) (4:5) (пен.) | УАЕ         |
| ------------ | ---------------------------- | ----------- |
| Шибасаки 81’ | Извор                        | Мобкхуот 7’ |

### Полуфинале
| Јужна Кореја                          | 2:0   | Ирак |
| ------------------------------------- | ----- | ---- |
| Ли Џунг-Хјуп 20’, · Ким Џунг-Гвон 50’ | Извор |      |

| Аустралија                   | 2:0   | УАЕ |
| ---------------------------- | ----- | --- |
| Сеинсбери 3’, · Девидсон 14’ | Извор |     |

### Утакмица за 3. мјесто
| Ирак                   | 2:3   | УАЕ                                  |
| ---------------------- | ----- | ------------------------------------ |
| Салем 28’, · Калаф 42’ | Извор | Калил 16’, 51’, · Мобкхоут 57’ (пен) |

### Финале
| Јужна Кореја    | 1:2   | Аустралија                |
| --------------- | ----- | ------------------------- |
| Хеунг-мин 90+1’ | Извор | Луонго 45’, · Троизи 105’ |